# Saint-Denis-des-Murs
Saint-Denis-des-Murs é uma comuna francesa na região administrativa da Nova Aquitânia, no departamento de Alto Vienne. Estende-se por uma área de 23,81 km². Em 2010 a comuna tinha 542 habitantes (densidade: 22,8 hab./km²).